# Wilton G. S. Sankawulo
Wilton G. S. Sankawulo (* 1937; † 21. Februar 2009 in Monrovia, Liberia) war von 1995 bis 1996 Präsident Liberias und Schriftsteller.

## Leben
Sankawulo wurde in Haindi geboren und besuchte bis 1946 die „Kpolopelleh Lutheran School“. Er besuchte in Belefanai und Zorzor die lutherische Schulen und absolvierte anschließend bis 1959 ein Studium am „Lutheran Training Institute“.
Danach folgte bis 1963 der Bachelor-Studiengang am Cuttington College (jetzt Cuttington University College). Im Jahr 1969 erreichte er des Weiteren einen Bachelor-Abschluss in Theologie am „Pacific Lutheran Theological Seminary“ in Berkeley. Er verfolgte aber vor allem sein schriftstellerisches Talent.
Als seine wichtigste Arbeit betrachtete er die Übersetzung der Bibel in die Sprache der Kpelle. Schon früh begann er, die Märchen, Mythen und Sagen seines Volkes – den Kpelle – aufzuschreiben. An den Fakultäten der Universität von Liberia und dem Cuttington University College war er als Professor für Englisch und Literatur beschäftigt.
Nach einem dreiwöchigen Aufenthalt im JFK Krankenhaus verstarb Sankawulo 75-jährig an Herzversagen. Er hinterließ seine Frau Amelia Sankawulo sowie vier Kinder.

## Politik
Am 1. September 1995 wurde Sankawulo Chairman of the Council of State of Liberia und somit Staatsoberhaupt Liberias. In dieser unruhigen Zeit konnte er das Land aber noch nicht stabilisieren. Er amtierte bis zum 3. September 1996 und wurde dann von Ruth Perry abgelöst.